# Tandvaktlar
Tandvaktlar (Odontophorus) är ett släkte fåglar i familjen tofsvaktlar inom ordningen hönsfåglar med 15 arter som förekommer från södra Mexiko till nordöstra Argentina.
- Marmortandvaktel (O. gujanensis)
- Grå tandvaktel (O. capueira)
- Svartstrupig tandvaktel (O. melanotis)
- Svartpannad tandvaktel (O. atrifrons)
- Rödpannad tandvaktel (O. erythrops)
- Svartfläckig tandvaktel (O. hyperythrus)
- Mörkryggig tandvaktel (O. melanonotus)
- Rödbröstad tandvaktel (O. speciosus)
- Tacarcunatandvaktel (O. dialeucos)
- Colombiatandvaktel (O. strophium)
- Venezuelatandvaktel (O. columbianus)
- Vitstrupig tandvaktel (O. leucolaemus)
- Diamanttandvaktel (O. balliviani)
- Stjärntandvaktel (O. stellatus)
- Fläckig tandvaktel (O. guttatus)